# Музей історії Харківського національного університету імені В. Н. Каразіна
Музей історії Харківського національного університету імені В. Н. Каразіна — один із перших музеїв, створених при закладах вищої освіти України. Зараз знаходиться на другому поверсі головного корпусу ХНУ імені В. Н. Каразіна. Вхід вільний.

## Історія створення музею
Ідея створення Музею історії Харківського університету виникла в післявоєнні роки, зокрема, її висловлював ректор І. М. Буланкін. У 1971 р. наказом ректора В. І. Хоткевича була організована ініціативна група для створення Музею історії Харківського університету на чолі з доцентом історичного факультету В. І. Астаховою. Відкриття музею відбулося 30 грудня 1972 р. Це був один з перших музеїв історії вищих навчальних закладів України. Музей розміщувався у правому крилі головного корпусу Харківського університету. Він складався з великої зали для постійної експозиції, галереї портретів академіків та членів-кореспондентів Академії наук УРСР та СРСР, діяльність яких була пов'язана з Харківським університетом, службової кімнати, фондосховища та фотолабораторії[сторінка?].

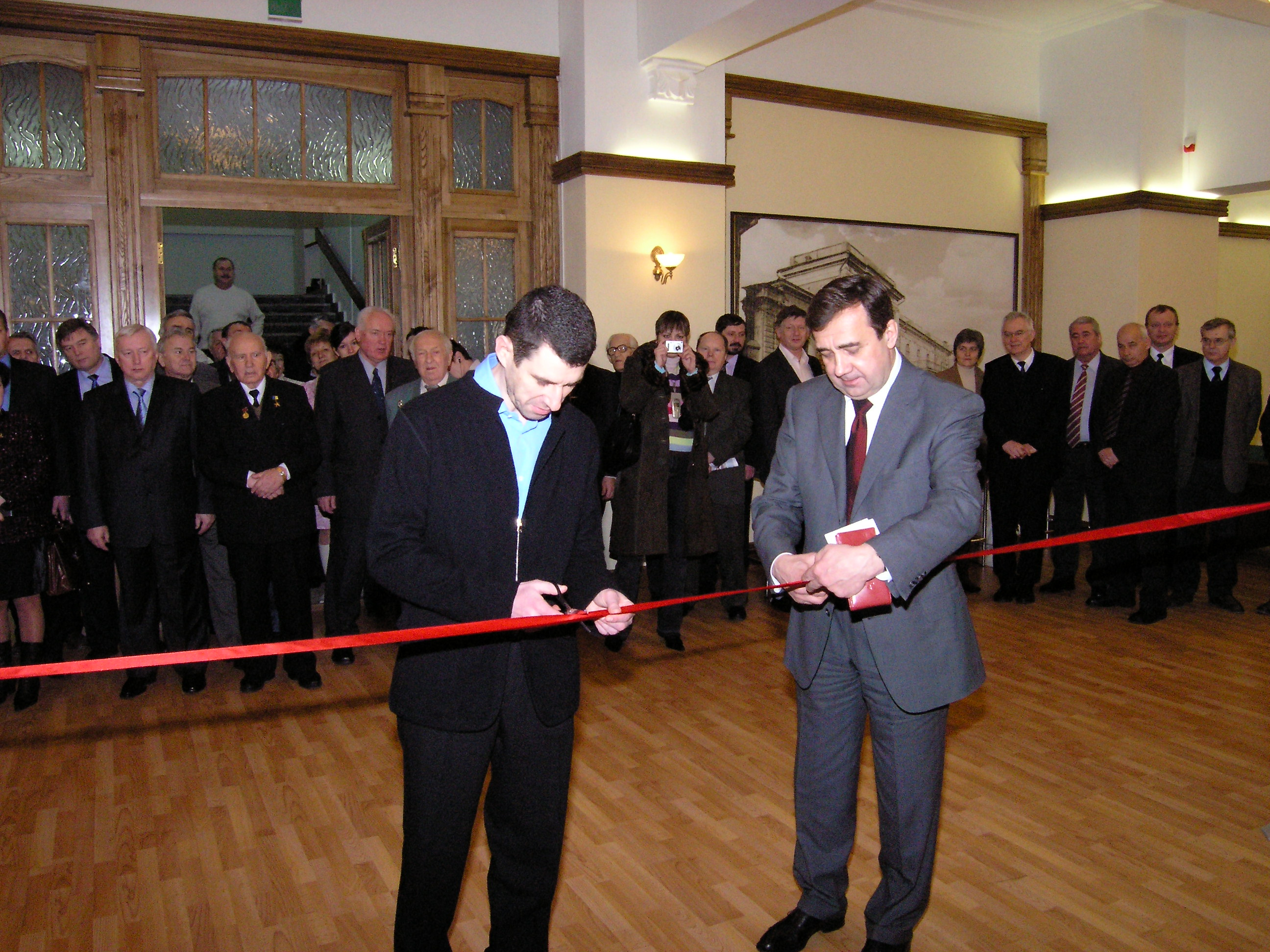
Відкриття нової експозиції музею, 2005 р.

25 вересня 1978 р. Музею історії Харківського університету було надано звання «Народний музей». Музей був нагороджений почесними дипломами, зокрема, Українського товариства охорони пам'ятників історії та культури (1977), Міністерства культури СРСР (1984) та ін.
Саме в музеї зародилася ідея створення пам'ятника харків'янам-студбатівцям.
У ході підготовки до святкування 200-річчя Харківського університету Музей отримав нове приміщення на другому поверсі головного корпусу, яке було переобладнано за фінансової підтримки Асоціації випускників, викладачів і друзів Харківського університету. Співробітники Музею разом із викладачами історичного факультету проф. С. І. Посоховим та проф. С. М. Куделком розробили концепцію нового музею, ідеї архітектора О. Є. Фондорко дали змогу поєднати елементи «ретро» з новими, сучасними методиками презентації експозиції. Оновлений музей розпочав свою роботу 28 січня 2005 р. Нове приміщення музею становить єдиний простір, умовно поділений на 4 зони: постійна експозиція; зал для проведення тимчасових виставок та інших заходів; місце для роботи дослідників; кінозал. У 2018 р. музей був обладнаний мультимедійними панелями.

## Колекції музею
З моменту заснування музею його співробітники встановили зв'язки з членами родин видатних вчених, збирали спогади, книги, рукописи, особисті речі представників університетської спільноти — все це ставало експонатами музею. Була проведена велика робота зі збору матеріалів у центральних та обласних архівах, в рукописних фондах бібліотек. Чимало цікавих експонатів надійшли до музею від співробітників та вихованців Харківського університету напередодні та під час ювілейних свят .
Нині у фондах музею міститься близько 20 тисяч одиниць зберігання, 10 тисяч фотонегативів і 16 тисяч електронних фото. Серед експонатів — колекції випускних фотоальбомів кінця XIX — початку XXI ст.; значки та медалі; записи інтерв'ю випускників і співробітників університету; окремі речові експонати, що характеризують університетське життя; 233 особових фонди вчених і вихованців університету: Д. І. Багалія, М. П. Барабашова, О. В. Ветухіва та ін.
Музейними фондами користуються студенти, аспіранти та наукові співробітники багатьох наукових центрів України.

## Постійна експозиція

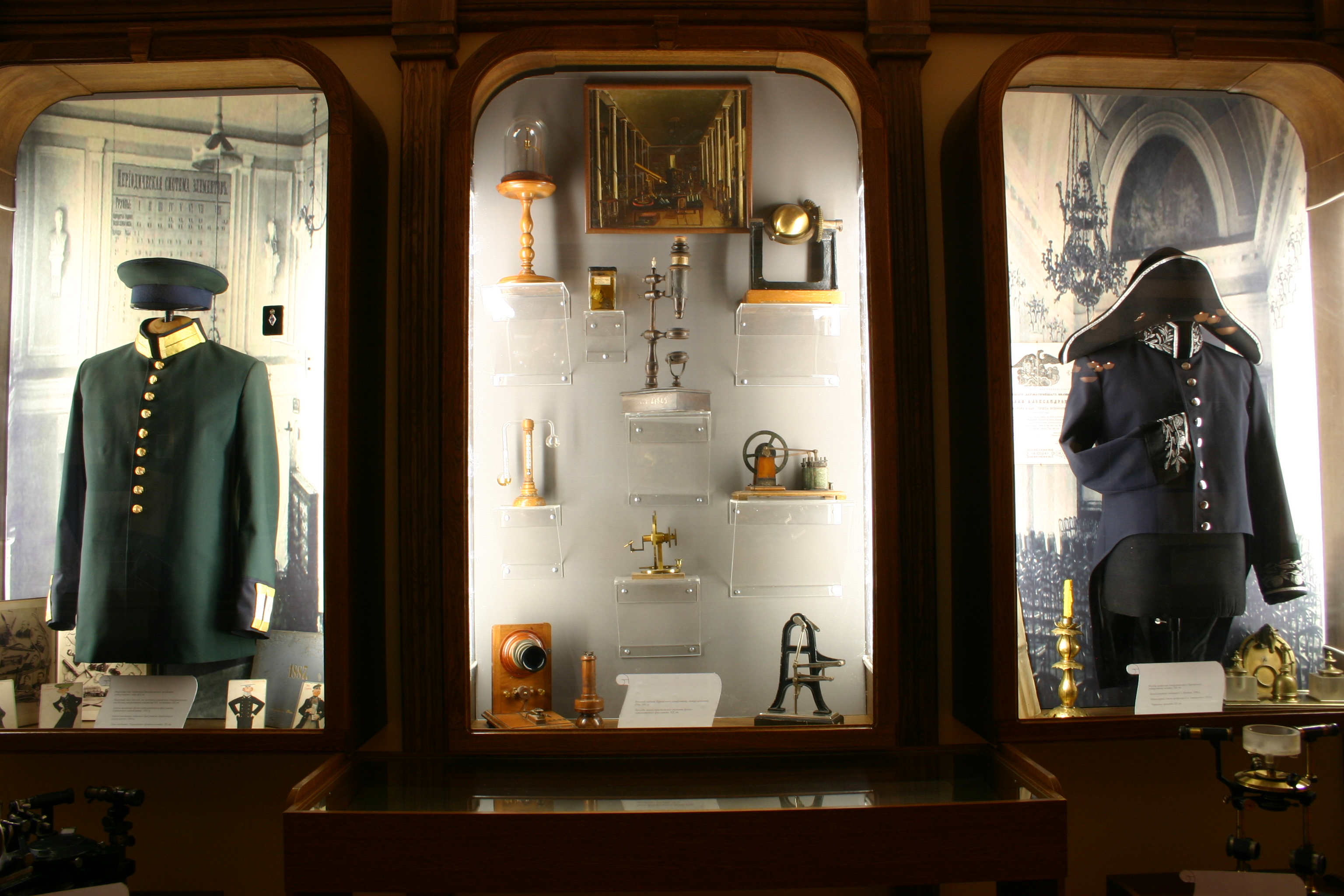
Фрагмент експозиції

Експозиція побудована за тематико-хронологічним принципом, складається з чотирьох великих розділів, що висвітлюють історію університету різних періодів:
- Імператорський Харківський університет (1804—1917 рр.);
- Харківський університет у період реорганізацій (1917—1933 рр.);
- відновлення університету та його історія у 1930-х рр., у часи Другої світової війни та повоєнної відбудови, розвиток навчально-наукового потенціалу університету в 1950–1980-ті рр.;
- діяльність університету в умовах незалежної України.

У 2018 р. центральна частина музею була обладнана мультимедійними панелями, що дозволяють продемонструвати відвідувачам розмаїття сучасного університетського життя, його зв'язок з традиціями Харківського університету. Зокрема, завдяки мультимедійним панелям відвідувачі можуть ознайомитися з фото- та відеоматеріалами, інтерв'ю, віртуальними виставками, інтерактивними картами, а також різноманітними базами даних: біографіями науковців, видатних вихованців університету, почесних докторів, заслужених професорів, викладачів та наукових співробітників Харківського університету, хронікою подій університетського життя, університетською символікою, університетськими «місцями пам'яті» тощо.

## Напрямки роботи

### Екскурсійна робота
Щорічно музей відвідують близько п'яти тисяч гостей. Серед відвідувачів основну частку складають студенти, слухачі центру міжнародної освіти, учасники наукових конференцій, гості університету. Також співробітники Музею проводять екскурсії в межах таких загальноуніверситетських акцій, як Ніч науки, День випускника, проект «Відкрий для себе Каразінський».

### Організація тимчасових виставок
Щорічно Музей організовує 6–8 тимчасових виставок, пов'язаних з різними аспектами університетської історії. Серед нещодавніх — «Випускні альбоми Харківського університету», «Студентське життя в карикатурі», «М. І. Костомаров: життя, творчість, пам'ять (до 200-річчя від дня народження)», «Професорська родина XIX — початку XX ст.», «Студенти університету у „смутні часи“ (1920 — 1930- ті рр.)» тощо. У 2016 р. Музей започаткував нову традицію виставок приватних колекцій викладачів та студентів Каразінського.

### Проведення акцій, спрямованих на популяризацію університетської історії
Музей пропонує університетській громаді взяти участь у спеціальних акціях, які ґрунтуються на активній співпраці музейників та відвідувачів. Першою подібною акцією став захід під назвою «Фронтовий альбом», у межах якого Музей запропонував усім охочим — студентам, співробітникам, викладачам — надати музею фото свої рідних часів Другої світової війни. Таким чином був створений спільний для всього університету «Фронтовий альбом».
У 2016 р. під час акції «Поезія втрат та надій» було знято спеціальний відеоролик, в якому студенти історичного факультету читали вірші випускників університету про війну.
У 2017 р. була проведена акція «Діти війни (1941—1945 рр.): долі та спогади», під час якої співробітники Музею зібрали спогади викладачів університету, чиє дитинство припало на важкі воєнні роки<, у 2018 р. — «Жінки на війні».
Студенти та викладачі активно долучалися до акцій «Музейне селфі» та до конкурсу карикатур на студентське життя.
Щороку на базі музею проводиться загальноуніверситетська акція «Запали свічку» до Дня пам'яті жертв голодоморів, а також загальноміський захід до Дня архівіста (до 2016 р.). Також Музеєм регулярно організуються різноманітні конкурси для студентів м. Харкова, наприклад, конкурс зі створення віртуальних виставок «Харківський університет місту, Україні, світу!».

### Популяризація університетської історії у ЗМІ та мережі Інтернет
Музей має свої сторінки в мережі «Facebook» та «Instagram», інформація на яких постійно оновлюється. Створюються різноманітні віртуальні виставки. Колектив музею активно рекламує музейні заходи в соціальних мережах, на телебаченні та загальноміських інтернет-ресурсах.

### Клуб університетських історій
Діє з 2005 року на базі Музею. Його активними учасниками, передусім, є студенти та викладачі історичного факультету, але він відкритий для всіх охочих. Засідання Клубу відбуваються раз на місяць. Обговорюються доповіді з історії освіти, насамперед, Харківського університету, відбуваються презентації книг відповідної тематики, організовуються зустрічі з викладачами, співробітниками та вихованцями університету, екскурсії університетом та університетськими місцями пам'яті.

### Навчальна робота зі студентами
На базі музею розробляються студентські проекти в межах спецкурсів історичного факультету та факультету міжнародних економічних відносин та туристичного бізнесу. Три роки поспіль студенти першого курсу історичного факультету складали одну із підсумкових робіт за курсом «Вступ до спеціальності» (викладач — проф. С. І. Посохов) у вигляді квесту університетом та навколишніми університетськими місцями На базі Музею частина студентів історичного факультету проходять музейну практику, навчаючись основам фондової, екскурсійної та виставкової роботи.

### Науково-фондова робота
Співробітники музею здійснюють роботу в напрямку розширення фондів та створення електронного каталогу. Результати наукових досліджень співробітників музею публікуються у фахових періодичних виданнях, презентуються на всеукраїнських та міжнародних конференціях.
За останні кілька років співробітниками музею були створені бази даних: біографії науковців, видатних вихованців університету, почесних докторів, заслужених професорів, викладачів та наукових співробітників Харківського університету, хроніка подій університетського життя, університетської символіки, університетських «місць пам'яті».
За участю співробітників музею опубліковано низку матеріалів, присвячених історії Харківського університету. Зокрема, в 2016 р. за підтримки Канадського інституту українських студій було опубліковано 3-й том спогадів про Харківський університет, присвячений 1920 — 1930-м рр.
Разом з історичним факультетом музей є співорганізатором традиційної музеєзнавчої конференції «Луньовські читання».

### Науково-дослідні теми музею
На даний момент на базі музею реалізуються кілька наукових проектів: спільно з історичним факультетом — усноісторичний проект «Образи науки: Харківський університет в 1940 — 1980-х рр.». Наразі зібрано більше 350 інтерв‘ю вихованців, викладачів та співробітників університету, які лягли в основу окремого фонду музею історії Харківського університету; а також проект «Університетські „місця пам'яті“», об'єктом дослідження якого є іменні аудиторії університету, пам'ятні дошки, присвячені професорам і видатним особам, пов'язаним з діяльністю університету та ін.